# Роющая лягушка
Роющая лягушка, или крапчатая роющая лягушка (лат. Pyxicephalus adspersus), — вид бесхвостых земноводных из семейства Pyxicephalidae. Встречается в ряде стран Африки, занимает разнообразные биотопы. Крупное бесхвостое земноводное, уступает по размерам только лягушке-голиафу и шлемоголовому свистуну. Самцы гораздо крупнее самок, их масса может достигать более 1 кг, длина превышать 24 см.

## Систематика
Относится к роду Pyxicephalus семейства Pyxicephalidae отряда бесхвостых земноводных. Впервые описана Иоганном Якобом фон Чуди в 1838 году.

## Описание

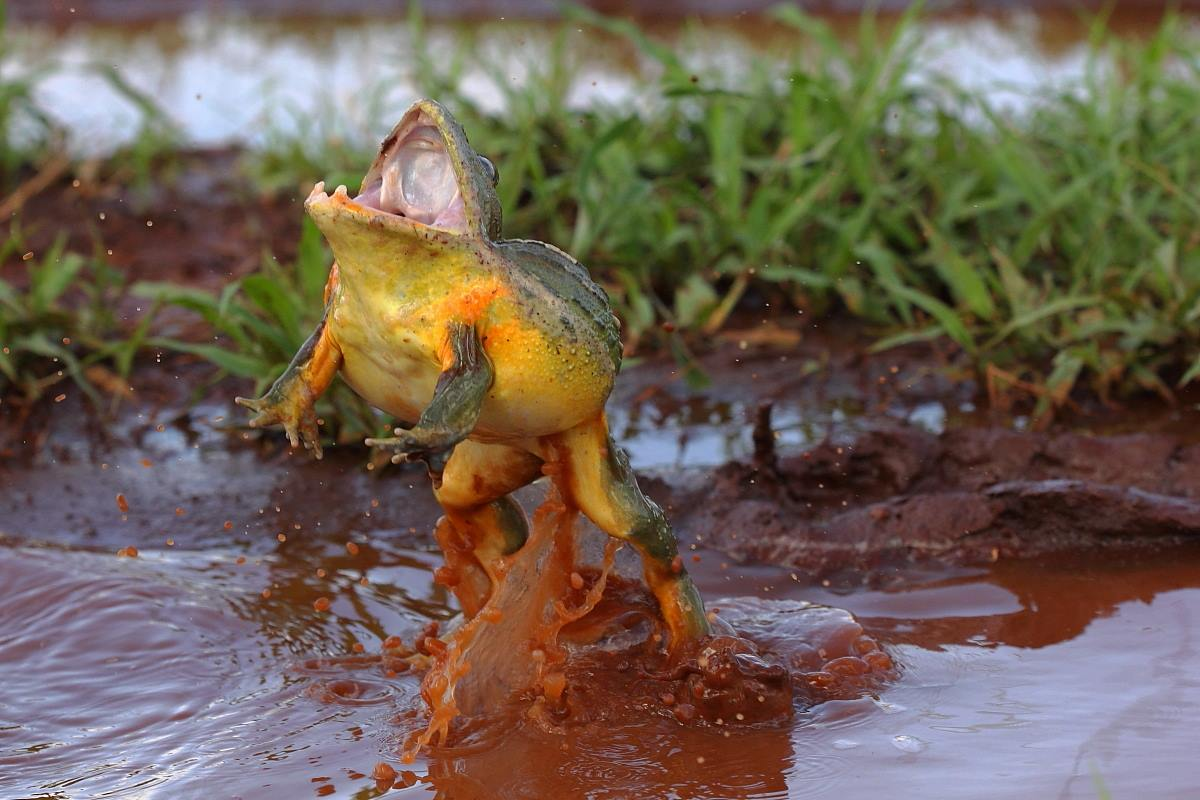
Роющая лягушка в прыжке. На нижней челюсти хорошо заметны костные шипы

Является крупнейшим земноводным в Южной Африке и одним из крупнейших бесхвостых земноводных в мире, уступает только лягушке-голиафу и шлемоголовому свистуну, при этом роющая лягушка гораздо крупнее жабы-аги и жабы Бломберга. В отличие от других бесхвостых земноводных, самцы крупнее самок. Самцы весят до 1,4 кг и вырастают до 24,5 сантиметров в длину от кончика морды до клоаки, а самки практически вдвое меньше самцов, достигая длины максимум до 15—20 сантиметров, при этом их масса достигает не более половины килограмма. В среднем самцы и самки достигают 16,5 и 11,4 см соответственно. Голова крупная, с очень широким ртом. Зрачки горизонтальные. На нижней челюсти имеется три костных шипа: два крупных и один мелкий между ними. На спине располагается несколько продольных прерывистых гребней. Кожа бугристая. Передние и задние конечности очень мускулистые. Плавательные перепонки между пальцами почти не развиты. Внутренний пяточный бугор лопатообразный.
Окраска верхней стороны тела у взрослых особей обычно тёмно-зелёная, но может быть от бурой до серой или даже синей. Части продольных гребней на спине могут быть белыми или кремовыми. Молодые лягушки имеют ярко-зелёную окраску верхней стороны тела, часто с бледной полосой по хребту. Нижняя сторона тела от белой до кремово-жёлтой, у самцов иногда с тёмными пятнами на горле, а в брачный период нижняя сторона передних конечностей становится ярко-жёлтой.

## Ареал и места обитания
Встречается в Анголе, Ботсване, Кении, Малави, Мозамбике, Намибии, Южной Африке, Танзании, Уганде, Замбии, Зимбабве и, возможно, в Демократической Республике Конго. Естественная среда обитания африканской роющей лягушки — саванны, в том числе от субтропической до тропической сухой кустарниковой местности, пресноводные болота озёра, пахотные земли, пастбища, каналы и затопленные канавы.

## Питание
Довольно прожорливый хищник, питающийся насекомыми, другими беспозвоночными, мелкими грызунами, рептилиями, некрупными птицами, небольшой рыбой и даже другими амфибиями. Самцы роющей лягушки иногда поедают головастиков, которых охраняют. Одна крупная особь, содержащаяся в зоопарке Претории в Южной Африке, однажды съела 17 маленьких детёнышей ошейниковой кобры (Hemachatus haemachatus). Взрослые самцы издают громкие квакающие, похожие на мычание звуки в сезон размножения, чтобы привлечь самок и отпугнуть конкурентов.
Охотится преимущественно в тёмное время суток на небольших змей, крыс, мышей, лягушек, птиц, беспозвоночных. Питаются только живой и свежепойманной добычей, при этом могут пожирать молодых животных своего же вида или, по крайней мере, близкородственного. В отличие от других амфибий, реагирующих только на движущийся корм, роющая лягушка поедает также и неподвижные объекты. Челюсти у неё очень мощные и разжать их практически невозможно.

## Размножение
Размножение обычно начинается после дождя. Размножаются в неглубоких временных водоёмах, таких как небольшие лужи, ручьи и канавы. Икру откладывают в неглубокой кромке пруда, но оплодотворение происходит над водой.
Самцы африканской лягушки кричат во время сезона дождей. Кваканье похоже на протяжное мычание коровы и длится две—три секунды. У самцов есть две стратегии размножения, в зависимости от их возраста. Молодые собираются на небольшой площади, всего 1—2 м² на мелководье. Более крупные самцы заходят в середину таких водоёмов; они могут также попытаться прогнать других самцов. Они могут драться за право спариваться с самкой, нанося друг другу серьёзные травмы или даже убивая друг друга. Самка плывёт под водой (чтобы предотвратить спаривание с более мелкими и слабыми особями) к наиболее крупному и сильному самцу и спаривается с ним.
Самка откладывает от 3000 до 4000 яиц за раз диаметром более 1—2 мм. Головастики вылупляются и через два дня начинают питаться растительностью, мелкой рыбой, беспозвоночными и даже друг другом. Взрослые самцы продолжают следить за головастиками, которые проходят метаморфоз в течение трёх недель. Он нападает на всех, кто приблизится к его потомству и к нему самому. Если озеру или лужице грозит пересыхание, отец прорывает своими мощными задними лапами канал от пересыхающей канавы к большому пруду. Пока головастики все вместе питаются у поверхности воды, отец плавает поблизости или среди них, частично высунув наружу голову. Что же касается самок, то они нисколько не интересуются судьбой своего потомства. Самец продолжает охранять головастиков до их взросления, хотя он также может поедать их.
Большая часть животных перемещается по суше преимущественно ночью при свете луны, после проливных дождей, когда преобладают более прохладные и менее ветреные условия. Определённые различия в активности между самцами и самками могут быть связаны с половым диморфизмом. Самки избегают выхода на сушу в течение дня, возможно, из-за того, что соотношение поверхности кожи и объёма тела иное, чем у самцов, поэтому их кожа быстрее высыхает на солнце. Самцы более активны ночью в летний период, потому что чаще посещают места размножения, а также потому, что они, вероятно, тратят больше времени на добычу пищи, чем самки. Из-за более затратного для самок процесса создания продуктивного материала и ограниченного количества яйцеклеток (по сравнению со спермой), самки многих бесхвостых нерестятся всего 1—3 раза за сезон, в то время как самцы используют период нереста активнее, чтобы повысить свой репродуктивный результат.

## Анабиоз
Роющая лягушка может проводить до 10 месяцев в году в анабиозе, экономя воду и пережидая условия засухи и экстремальных температур. Она зарывается глубоко в землю, где покрывает себя слизью, выставляя наружу только ноздри и входит в состояние низкой метаболической активности и задержки воды. При этом интенсивность потребления кислорода снижается в 23 раза. Как только период засухи заканчивается и идут дожди, бесхвостые земноводные выходят из анабиоза и вылезают на сушу. Некоторые племена в Африке откапывают этих лягушек и пьют из них воду.

## Взаимодействие с человеком
Это один из видов бесхвостых, иногда содержащихся в неволе; взрослые особи имеют острые зубы и могут укусить человека, если их спровоцировать (например, потрогать или взять на руки). Продолжительность жизни в неволе 35 лет и больше не считается необычной, и может достигать 45 лет. Таким образом, это самое долгоживущее бесхвостое земноводное и третье по продолжительности жизни земноводное вообще после европейского протея (до 102 лет) и японской исполинской саламандры (до 55 лет).

## Охранный статус
Международный союз охраны природы присвоил таксону охранный статус «Виды, вызывающие наименьшие опасения» (LC) из-за широкого распространения и предположительно большой популяции вида.
Главной угрозой на большей части ареала является их добыча для потребления в пищу человеком, что может несколько сократить популяцию. В ЮАР места для размножения лягушки утрачены из-за урбанизации. Этот вид также часто продают на рынке как домашних животных, но в количествах, не представляющих в настоящее время серьёзной угрозы для популяции.

## Фотогалерея

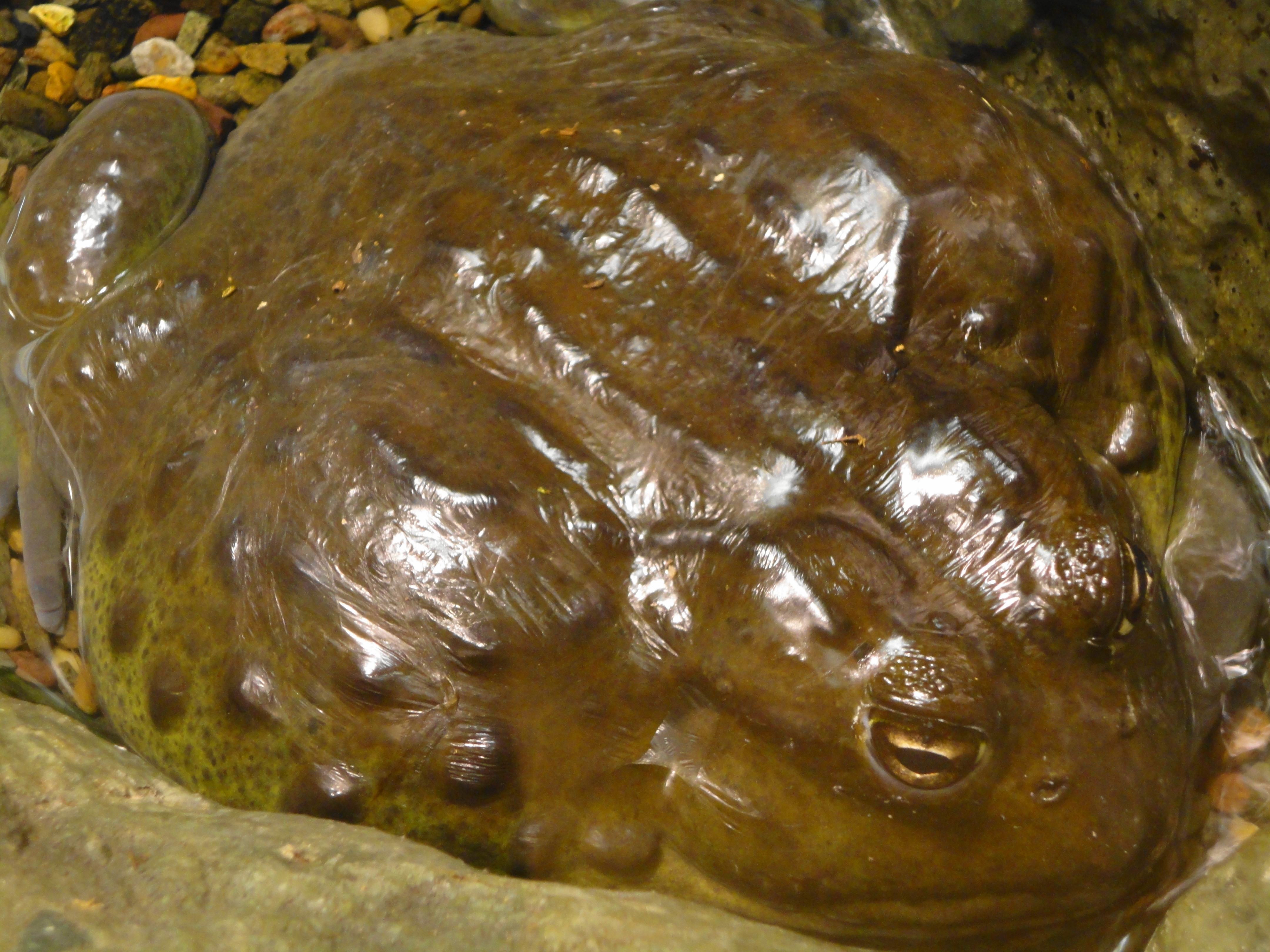
Крупная взрослая особь
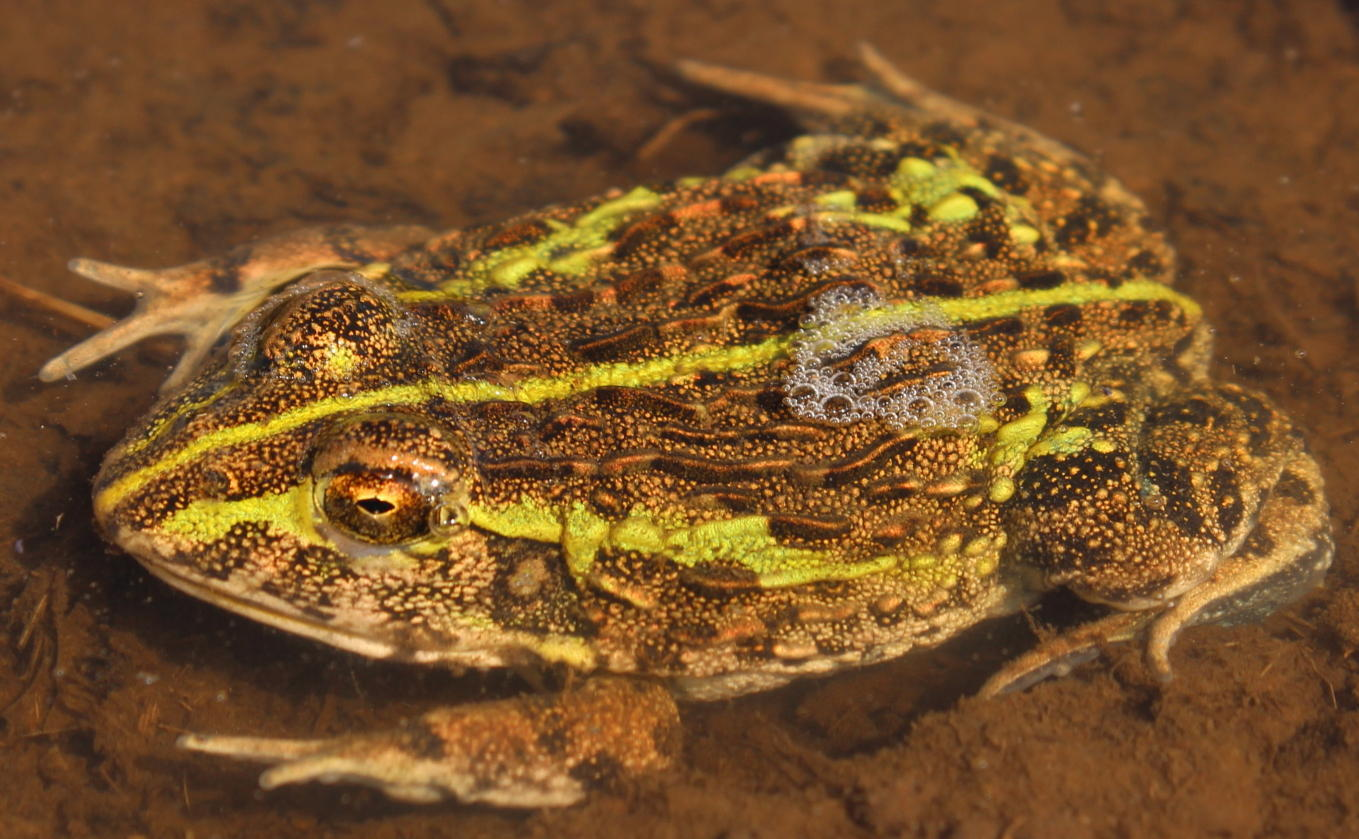
Молодая особь